# 鄭旦

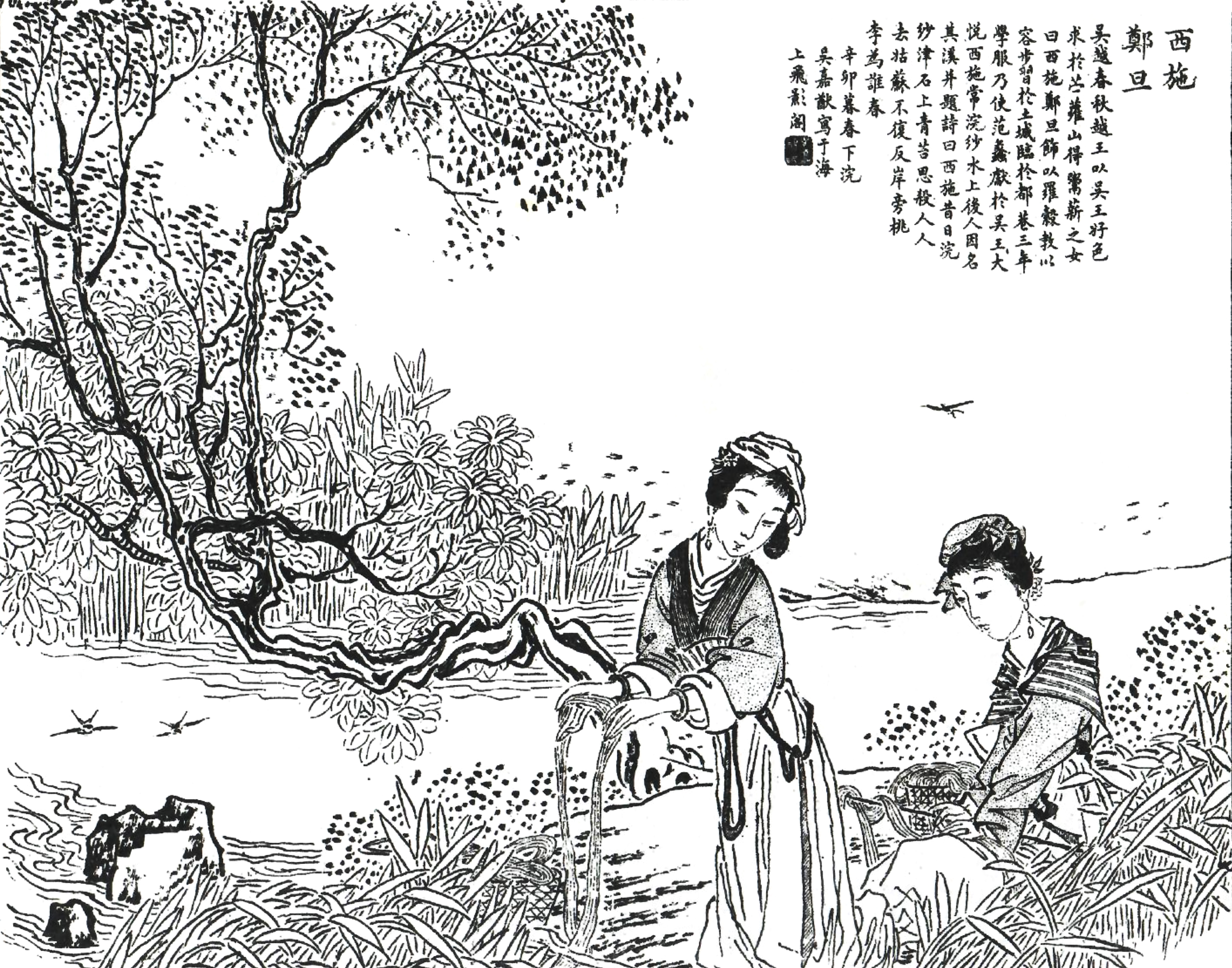
鄭旦と西施（『古今百美図』）

鄭 旦（てい たん、生没年不詳）は、中国の女性。『呉越春秋』に登場する美女。

## 人物
諸曁の生まれとされている。越王勾践が呉王夫差に対して美人の計を仕掛けた際に、呉に送られた。また、共に送られた、中国四大美女の西施とは、同郷とされている。
日頃から、剣術を好むなど活発な人柄とされている。呉が滅亡した際に呉王宮で死んだとも、失踪したともいわれる。一説によれば、西施よりも美しかったとされているが、呉王の寵愛を西施に奪われ、傷心のあまり死んだという説もある。